# Вознесеновка (Шебекинский район)
Вознесе́новка — село в Шебекинском районе Белгородской области. Административный центр Вознесеновского сельского поселения.

## История
В 1730 году свободные земли между городом Нежегольском и слободой Маломихайловской приобрел поручик Андрей Артемьевич Полибин, состоящий в то время комендантом на Белгородской оборонительной черте и основал новое селение, которое было названо слободой Вознесеновкой. Первоначально население составляли малоросские крестьяне. Название слободе дала Вознесенская церковь.
Уже в 1734 году Андрей Полибин продает Вознесеновку белгородскому губернатору генерал-лейтенанту Ивану Ивановичу Бибикову. Поэтому село долгое время называлось Губернаторское или Ивановское.
С июля 1928 году село Вознесеновка (в 1932 г. — 2335 жителей) — центр сельского совета в Шебекинском районе. В 1929 году был основан колхоз «Красный партизан», особое внимание в хозяйстве уделяли конеферме.

## Население
| 2002 | 2010  |
| ---- | ----- |
| 1414 | ↗1466 |

## Достопримечательности
Главной достопримечательностью села является памятник воинской славы. Он представляет собой танк Т-34 установленный на постаменте, перед памятником находится вечный огонь. По левую и правую сторону от мемориала располагаются таблички с именами воинов, похороненных здесь. В их числе — Герой Советского Союза Иван Алексеевич Конорев. Так же перед школой находится памятник В.И. Ленину.